# Ниссен, Эрика
Эрика Ниссен, урожд. Ли (норв. Erika Lie-Nissen; 17 июля 1845, Конгсвингер, Хедмарк — 27 октября 1903, Кристиания) — норвежская пианистка и музыкальный педагог.

## Биография
Эрика Ниссен родилась в семье юриста Микаэля Штрёма Ли и его супруги Ингеборг Бригитты Рёринг Мёйнихен. Изучала музыку под руководством Хальфдана Кьерульфа и в Берлине — у Теодора Куллака (в 1863—1866). 
Её концертный дебют прошёл в Берлине в 1866 году, ему следовали выступления в Скандинавии, Германии, Нидерландах, Швейцарии и в Париже (в Копенгагене (1867), в Париже (1868), затем в Лондоне). Начиная с 1870 года она - член Музыкальной академии Стокгольма. 
В 1870—1871 годах преподаёт в Копенгагенской консерватории. В 1876—1877 годах Эрика Ниссен совершает большое концертное турне по Германии, Швейцарии, Дании и Нидерландам. После возвращения на родину служила органистом в Якобскирке (церкви св. Якова) в Осло. В 1894 году она была удостоена художественной премии Норвегии.
Эрика Ли-Ниссен была супругой норвежского политика Оскара Ниссена (поженились в 1874 году). В 1892—1894 она находилась в любовных отношениях с писателем Б. Бьёрнсоном. Эрика Ниссен была особо известна своим виртуозным исполнением произведений Баха и Бетховена.
Сын Эрики, Карл Ниссен, был также известным пианистом и дирижёром.